# Понтонный мост (Рига)
Понтонный мост — понтонная переправа через Даугаву в Риге, которая несколько раз меняла своё местоположение. Первый (1896—1915 гг.), второй (1931—1944 гг.) и третий (1945—1957 гг.) понтонные мосты располагались примерно на месте нынешнего Каменного моста, а четвёртый и последний понтонный мост располагался выше нынешнего Вантового моста и функционировал с 1957 года до окончательной разборки моста в 1981 году.

## История
Первый понтонный мост строился поэтапно с 1892 по 1896 год на месте 646-метрового Плавучего моста, который соединил конец улицы Грециниеку в Старой Риге с Кливерсалой и Елгавским шоссе и находился на месте нынешнего Каменного моста. Посередине были рельсы для трамвая. Во время весенних ледоходов его снимали и помещали в зимний порт. Во время Первой мировой войны в 1915 году Понтонный мост разобрали, опасаясь нападения немецкой армии на Ригу. Началась эвакуация понтонов в Эстонию, но во время шторма большинство из них было выброшено у берегов Эстонии на камни. После взятия Риги в сентябре 1917 года на месте Понтонного моста был построен Любекский деревянный мост, частично разрушенный в 1924 году весенним паводком.
В 1931 году был открыт второй понтонный мост, изготовленный в мастерских лиепайской Каросты. Во время Второй мировой войны, в ходе подготовке к обороне Риги в 1941 году, Красная Армия разрушила два участка понтонного моста, которые, однако, через год были восстановлены. При отступлении немецкой армии в 1944 году понтоны моста были взорваны и затоплены в Даугаве.
Движение по реконструированному (третьему) понтонному мосту было открыто 23 июня 1945 года. После завершения строительства Октябрьского (ныне Каменного) моста в 1957 году понтонный мост перенесли вниз по течению к Рижскому замку. После открытия Рижской ГЭС, после чрезмерного открытия шлюзов, сильное течение оторвало несколько понтонов с людьми и машинами и донесло их до устья Даугавы.

### Разборка
После открытия Вантового моста в 1981 году понтонный мост окончательно разобрали, часть понтонов по морю перетащили в Ленинград и использовали при строительстве защитной дамбы в Финском заливе, а часть старых понтонов долгое время находилась в Агенскалнском заливе.